# Kaneyama, Fukushima
Kaneyama (japanska: 金山町?, Kaneyama-machi) är en landskommun (köping) i Fukushima prefektur i Japan.  